# Federação Brasiliense de Futsal
La Federação Brasiliense de Futsal (conosciuta con l'acronimo di FBFS) è un organismo brasiliano che amministra il calcio a 5 nella versione FIFA per il Distretto Federale.
Fondata il 23 aprile 1963, la FBFS ha sede nel capoluogo Brasilia ed ha come presidente Antônio Ruy Telles dos Santos. La federazione ha organizzato il Brasileiro de Seleções de Futsal nel 1981, tuttavia la selezione non è andata oltre il quarto posto che tuttavia rimane il miglior risultato della storia della Brasiliense.